# 詩天紙藝製品
詩天紙藝製品有限公司（除牌當時為1008.HK），曾在香港交易所於2009年3月30日上市，2001年由民營企業家蔡得先生在香港成立，2009年初，本集團「詩天控股國際有限公司」（貴聯控股前身）計劃以發行5000萬股，招股價1.25元，集資6250萬港元，用作擴充業務。 但在2011年2月初，本集團收購英屬維京群島的貴聯控股國際股份有限公司，現時由貴聯控股取代上市。

## 外部連結
- 詩天紙藝製品